# Лілль
Лілль (фр. Lille фр.: [lil] ( прослухати); нід. Rijsel [ˈrɛisəl]; пік. Lile; з.-флам. Rysel) — місто та муніципалітет у Франції, адміністративний центр регіону О-де-Франс та департаменту Нор. Населення — 227 533 осіб (2011). Місто і навколишні муніципалітети є одним з чотирьох найбільших міських центрів країни. Частина лілльської агломерації міститься на території Франції (Рубе, Туркуен), а частина — в Бельгії.
Муніципалітет розміщений на відстані близько 210 км на північ від Парижа, біля кордону з Бельгією, на річці Деуль.
У Ліллі є метрополітен і трамвай.

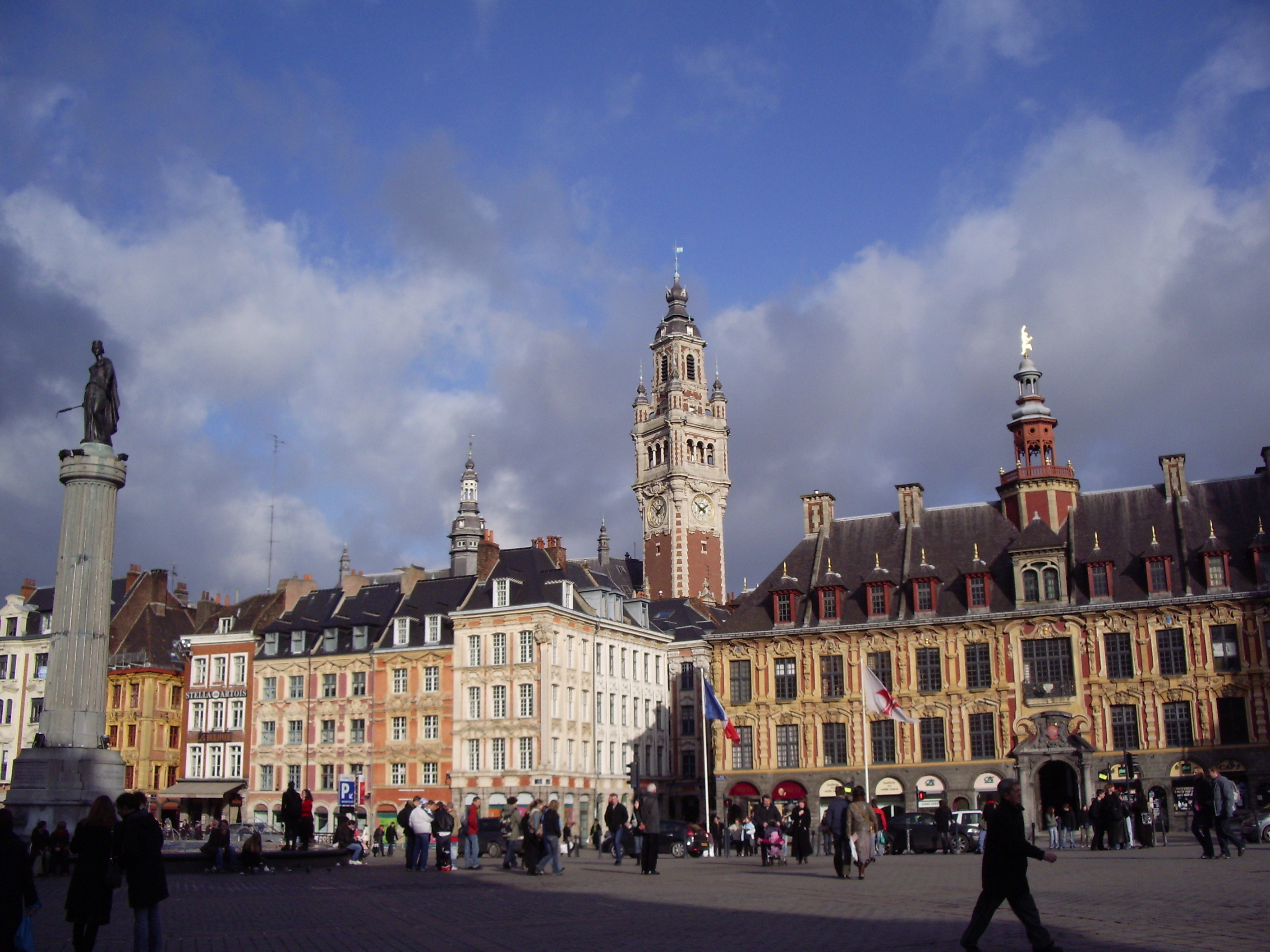
Площа генерала де Ґолля

Тут перетинаються п'ять автомагістралей. А діловий центр і два вокзали міста, на які щодня прибувають десятки високошвидкісних поїздів (TGV), роблять місто справжнім комерційним центром Європи. Від Лілля до Парижа дві з половиною години їзди, до Брюсселя  — 38 хвилин і 1 година 40 хвилин до Лондона.

## Історія
Місто з'явилося в середні віки. Перша згадка — Велика Хартія — датується 1066 роком. Назва Лілль походить від Insula, а потім Isle (острів), оскільки місто було побудоване на річці Деуль.
Лілль був однією із столиць Фландрії, що утворилася в IX столітті. У середині XIV століття місто було під владою Фламандських (?), в 1369 році, разом з Діжоном і Брюсселем, став однією зі столиць Бургундських володінь. Трагічна загибель останнього герцога Бургундського Карла Сміливого в 1477 році поклала несподіваний кінець пишності двору, і Лілль був вимушений більш ніж на 150 років розділити долю Іспанських Нідерландів, ставши частиною імперії. Людовик XIV мусив застосувати всю свою силу і рішучість, щоб анексувати Лілль на користь Франції у 1667 році, в ході війни за переділ територій.
У 1792 році під час Французької революції місто було обложене австрійцями, які прямували до Парижа, щоб звільнити короля. Завдяки своїм канонірам, місто відбило атаку ворога. Статуя Богині, споруджена на п'єдесталі в центрі Головної площі, свідчить про героїчний спротив австрійцям-завойовникам.
У XIX столітті Лілль став справжньою індустріальною столицею. Місто стрімко розрослося, завдяки поглинанню 5 навколишніх містечок (Wazemmes, Esquermes, Moulins, Fives і Fbg. Saint Maurice). Територія Лілля збільшилася втроє, а число жителів подвоїлося до 120 000 чоловік.
Сторіччя опісля — в 1950-ті роки, занепад текстильної промисловості приніс місту серйозні економічні проблеми, внаслідок чого було вирішено зробити ставку на сферу послуг: банківська справа, страхування, університети, вищі школи і адміністрація. Новий район міста Euralille, відкритий в 1994 році навколо вокзалу, є живим прикладом незвичайно вдалого економічного перетворення.
Сьогодні, з 220 000 жителів Лілль є четвертим з величини містом Франції.

## Культура

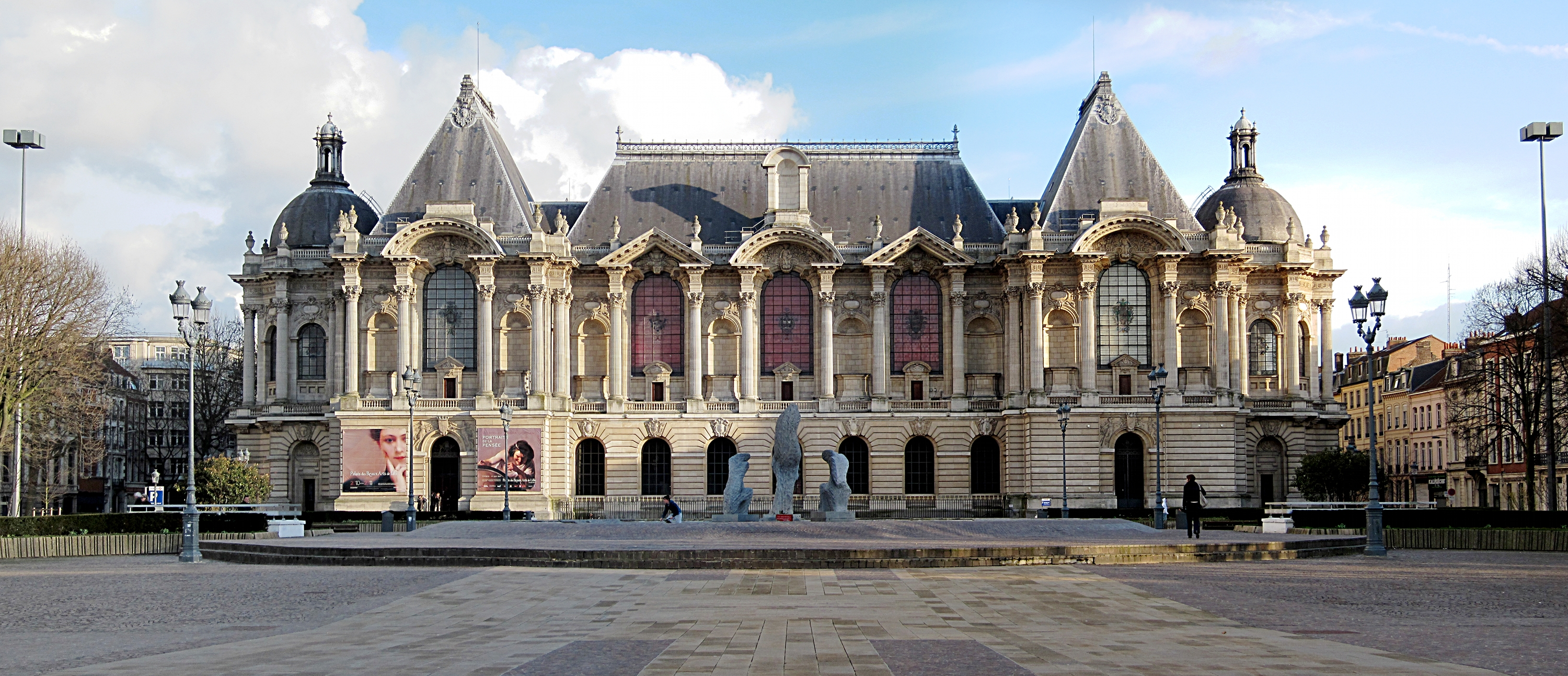
Фасад Палацу витончених мистецтв

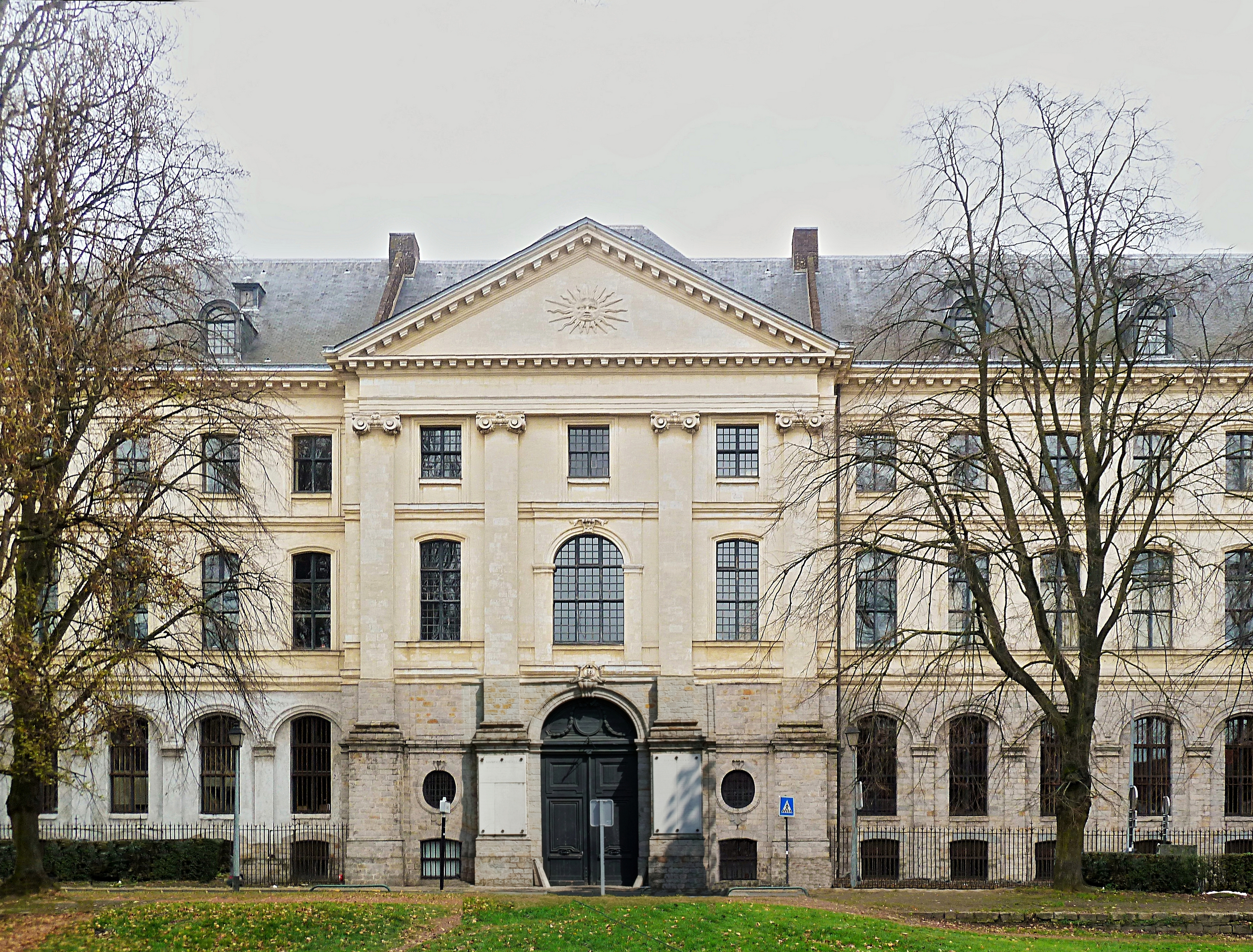
Центральний шпиталь і хоспіс

- Палац витончених мистецтв (Лілль)
- Сен-Совьор (культурний центр)

Сен-Совьор — колишній залізничний вокзал, що був серед найстаріших за часом побудови (створений у 1864 році). Коли вокзал втратив свої функціональні можливості, його зачинили. За прикладом паризького вокзалу д'Орсе історичну будівлю в стилі еклектика майже одразу після закриття почали переобладнувати під культурний центр міста Лілль. Сен-Совьор — вдалий приклад культурної ревіталізації колишньої споруди з іншим функціональним призначенням. Приміщення Сен-Совьор доповнені рестораном, залою для дискотек, кінозалом, залою для проведення різних виставок. Частка приміщень використана під проведення недільних базарів з правом продажу антикварних книг, вінтажних речей, картин і гравюр тощо. Використані навіть дахи колишнього вокзалу — там змонтовані фотоелементи, що підживлюють культурний центр електрикою.

## Цікаві факти
За іменем району Лілля Hauts Champs названа мережа гіпермаркетів «Auchan», перший магазин якої був відкритий у Ліллі в 1961 році.
У Ліллі народився Шарль де Ґолль (хоча батьки його жили в Парижі, мати воліла народжувати в будинку бабусі).

## Демографія
Динаміка населення :
Розподіл населення за віком та статтю (2006):
| Стать | Всього  | До 15 років | 15-24  | 25-44  | 45-64  | 65-85  | Понад 85 |
| --- | ------- | ----------- | ------ | ------ | ------ | ------ | -------- |
| Чоловіки | 106 659 | 18 315      | 26 162 | 35 513 | 18 532 | 7457   | 680      |
| Жінки | 119 341 | 17 551      | 31 428 | 34 933 | 20 714 | 12 601 | 2114     |
| \| Статево-вікова піраміда \| Статево-вікова піраміда \| Статево-вікова піраміда \| \| ----------------------- \| ----------------------- \| ----------------------- \| \| Чоловіки \| Вік \| Жінки \| \| 680 \| 85 + \| 2114 \| \| 1211 \| 80-84 \| 2814 \| \| 1692 \| 75-79 \| 3349 \| \| 2217 \| 70-74 \| 3465 \| \| 2337 \| 65-69 \| 2973 \| \| 2980 \| 60-64 \| 3264 \| \| 4720 \| 55-59 \| 5462 \| \| 5249 \| 50-54 \| 5957 \| \| 5583 \| 45-49 \| 6031 \| \| 5630 \| 40-44 \| 6030 \| \| 6840 \| 35-39 \| 6666 \| \| 9781 \| 30-34 \| 8855 \| \| 13 262 \| 25-29 \| 13 382 \| \| 16 932 \| 20-24 \| 20 667 \| \| 9230 \| 15-20 \| 10 761 \| \| 5587 \| 10-14 \| 5347 \| \| 5862 \| 5-9 \| 5399 \| \| 6866 \| 0-4 \| 6805 \| |         |             |        |        |        |        |          |
| Статево-вікова піраміда |         |             |        |        |        |        |          |
| Чоловіки | Вік     | Жінки       |        |        |        |        |          |
| 680 | 85 +    | 2114        |        |        |        |        |          |
| 1211 | 80-84   | 2814        |        |        |        |        |          |
| 1692 | 75-79   | 3349        |        |        |        |        |          |
| 2217 | 70-74   | 3465        |        |        |        |        |          |
| 2337 | 65-69   | 2973        |        |        |        |        |          |
| 2980 | 60-64   | 3264        |        |        |        |        |          |
| 4720 | 55-59   | 5462        |        |        |        |        |          |
| 5249 | 50-54   | 5957        |        |        |        |        |          |
| 5583 | 45-49   | 6031        |        |        |        |        |          |
| 5630 | 40-44   | 6030        |        |        |        |        |          |
| 6840 | 35-39   | 6666        |        |        |        |        |          |
| 9781 | 30-34   | 8855        |        |        |        |        |          |
| 13 262 | 25-29   | 13 382      |        |        |        |        |          |
| 16 932 | 20-24   | 20 667      |        |        |        |        |          |
| 9230 | 15-20   | 10 761      |        |        |        |        |          |
| 5587 | 10-14   | 5347        |        |        |        |        |          |
| 5862 | 5-9     | 5399        |        |        |        |        |          |
| 6866 | 0-4     | 6805        |        |        |        |        |          |

## Економіка
2010 року серед 168 593 осіб працездатного віку (15—64 років) 109 610 були активними, 58 983 — неактивними (показник активності 65,0%, у 1999 році було 59,9%). З 109 610 активних мешканців працювали 90 674 особи (46 660 чоловіків та 44 014 жінок), безробітними було 18 936 (10 266 чоловіків та 8670 жінок). Серед 58 983 неактивних 38 039 осіб було учнями чи студентами, 7515 — пенсіонерами, 13429 були неактивними з інших причин.

У 2010 році в муніципалітеті числилось 95702 оподатковані домогосподарства, у яких проживали 196645,5 особи, медіана доходів виносила 16 125 євро на одного особоспоживача

## Уродженці
- Шарль де Ґолль (1890—1970) — французький державний і політичний діяч
- Жульєн Дювів'є (1896—1967) — французький режисер німого, пізніше — звукового кіно
- Філіпп Нуаре (1930—2006) — французький актор театру і кіно
- Ірен Тюнк (1935—1972) — французька акторка кіно, модель
- Стефан Норо (*1987) — французький футболіст, півзахисник
- Набіль Бенталеб (*1994) — відомий алжирський футболіст, півзахисник.

## Галерея зображень

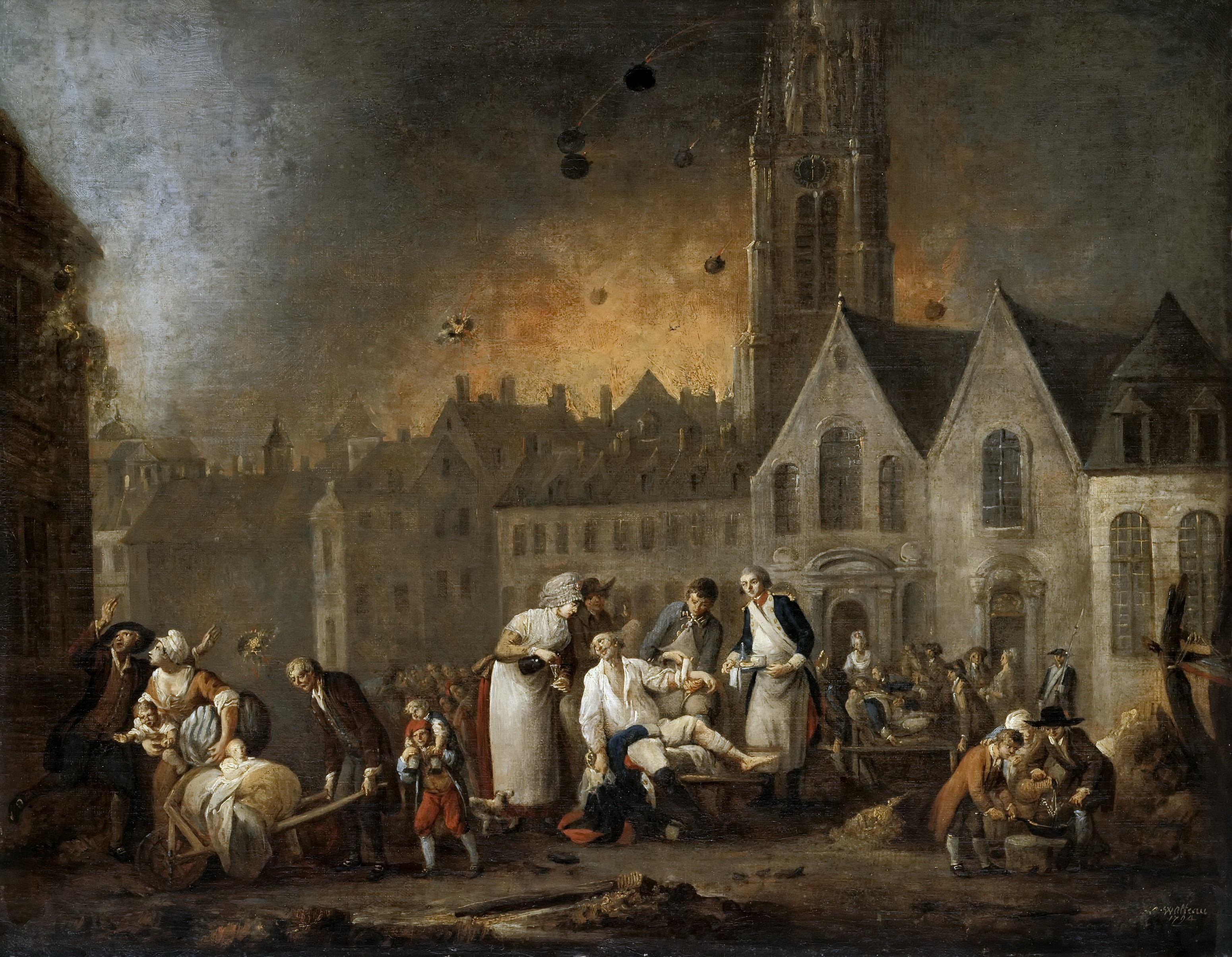
Худ. Луї Жозеф Вато, Облога і пожежа 1792 р. в Ліллі (siège de Lille de 1792)
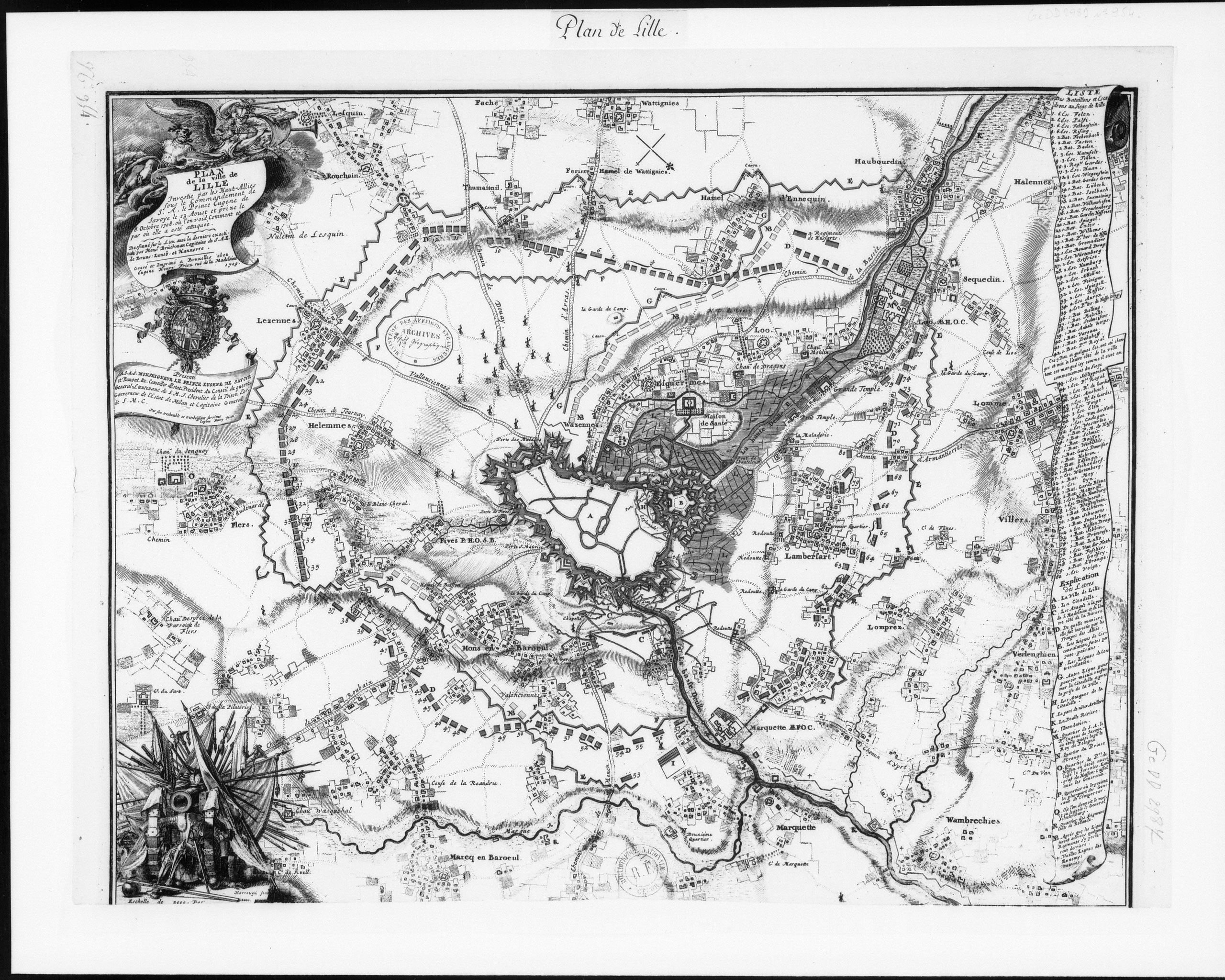
План міста у 1708 р.
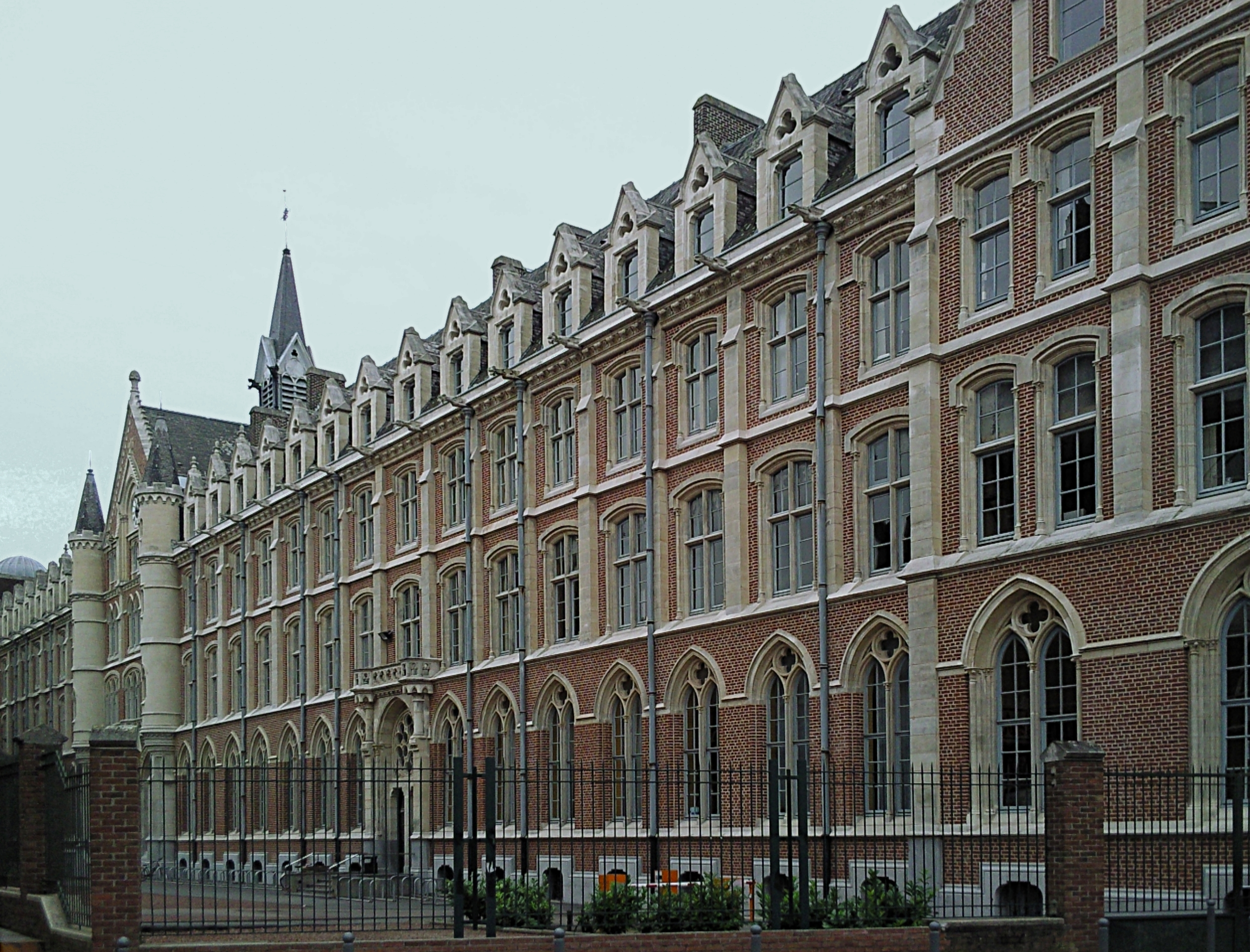
Католицький інститут (L'institut catholique de Lille)
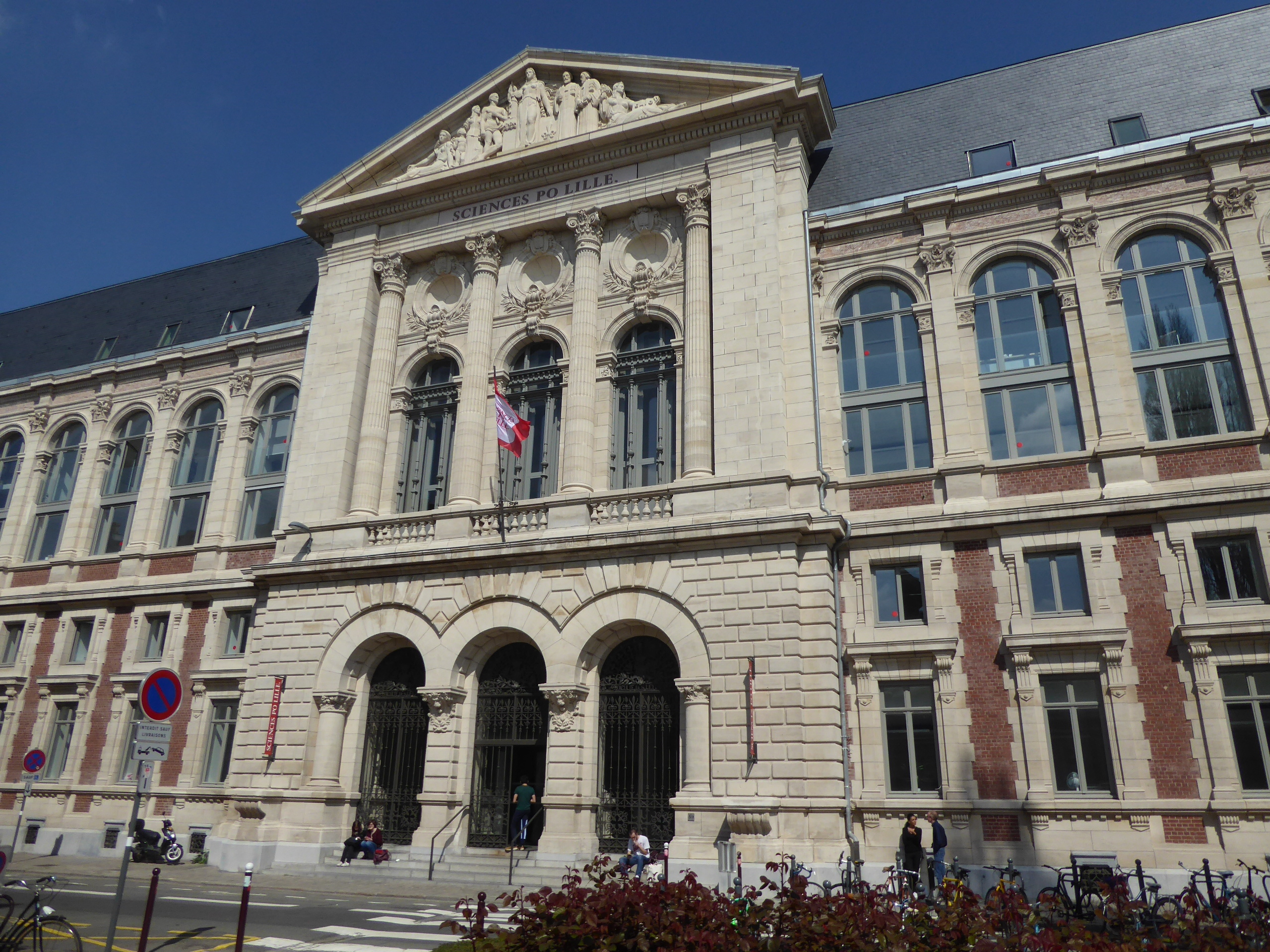
Бібліотека місцевого університету та факультет літератури, 1895 р.
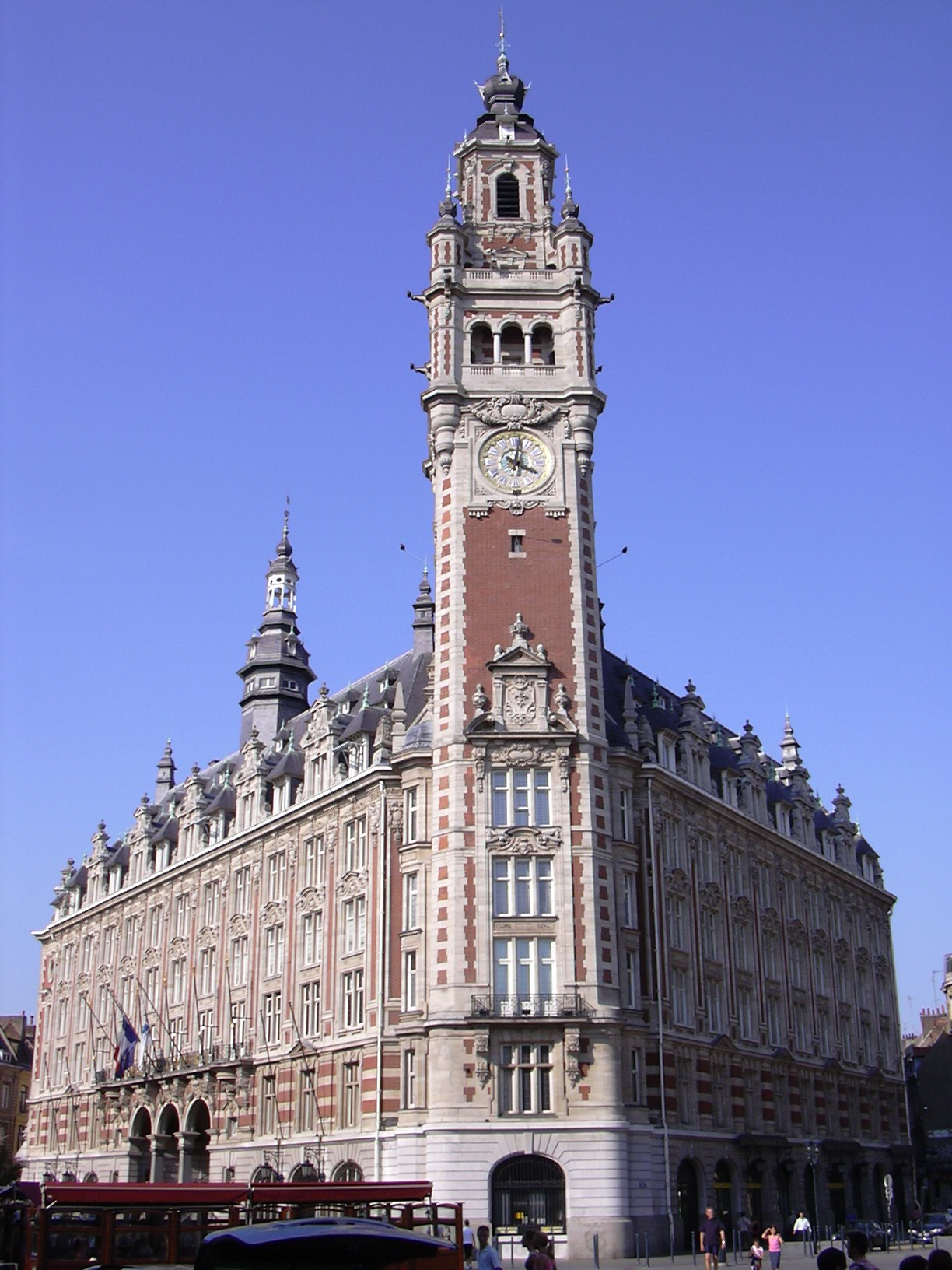
Торгова палата (La chambre de commerce)
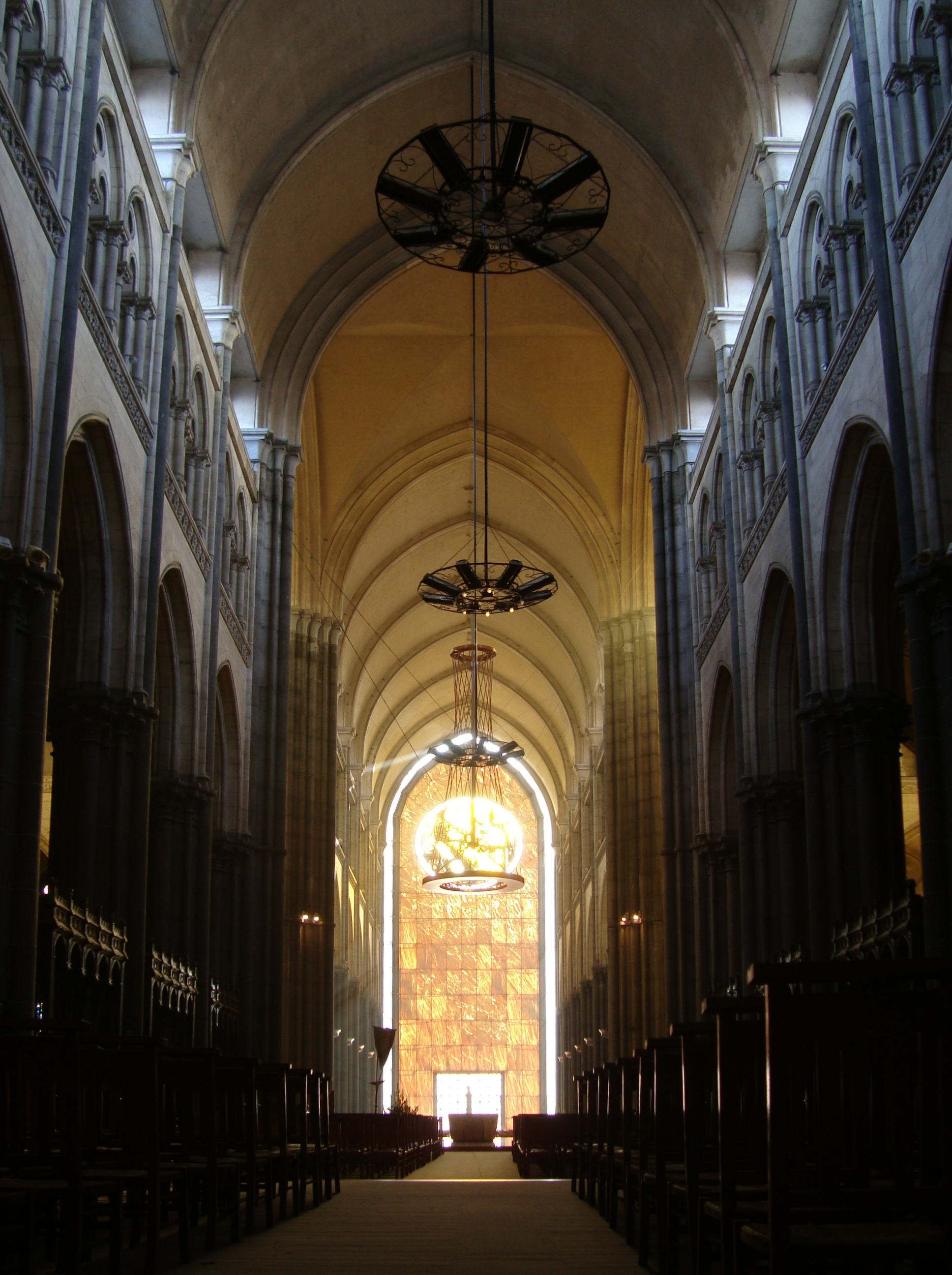
Катедральний собор, центральний неф
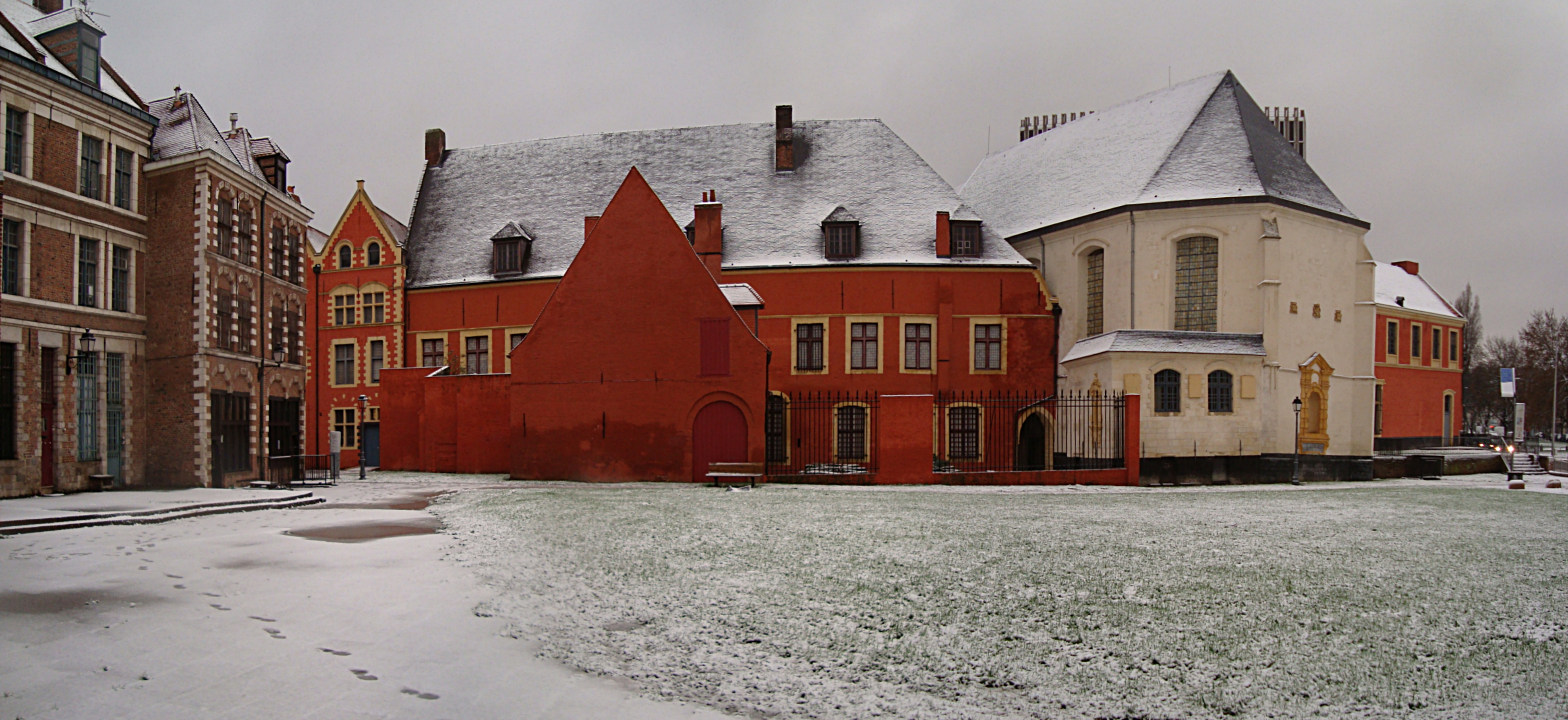
Хоспіс герцогині
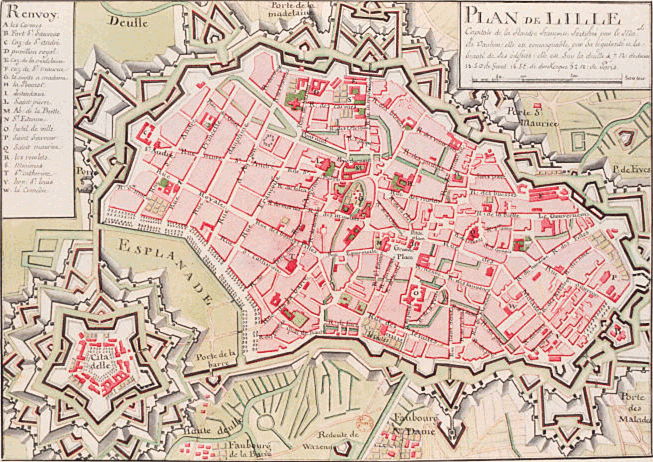
Фортеця в м. Лілль та оборонні мури, план 18 ст.
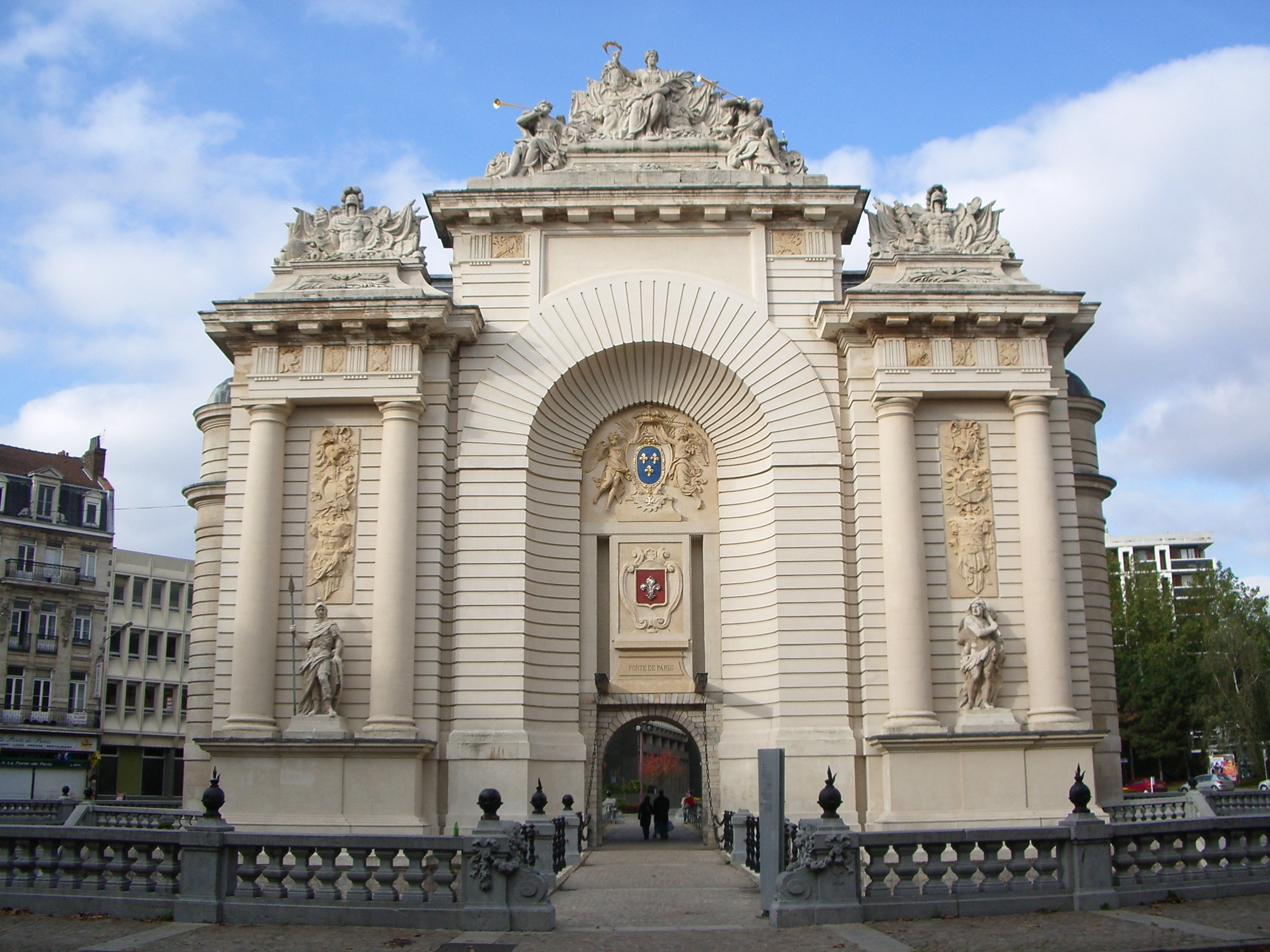
Паризька брама міста
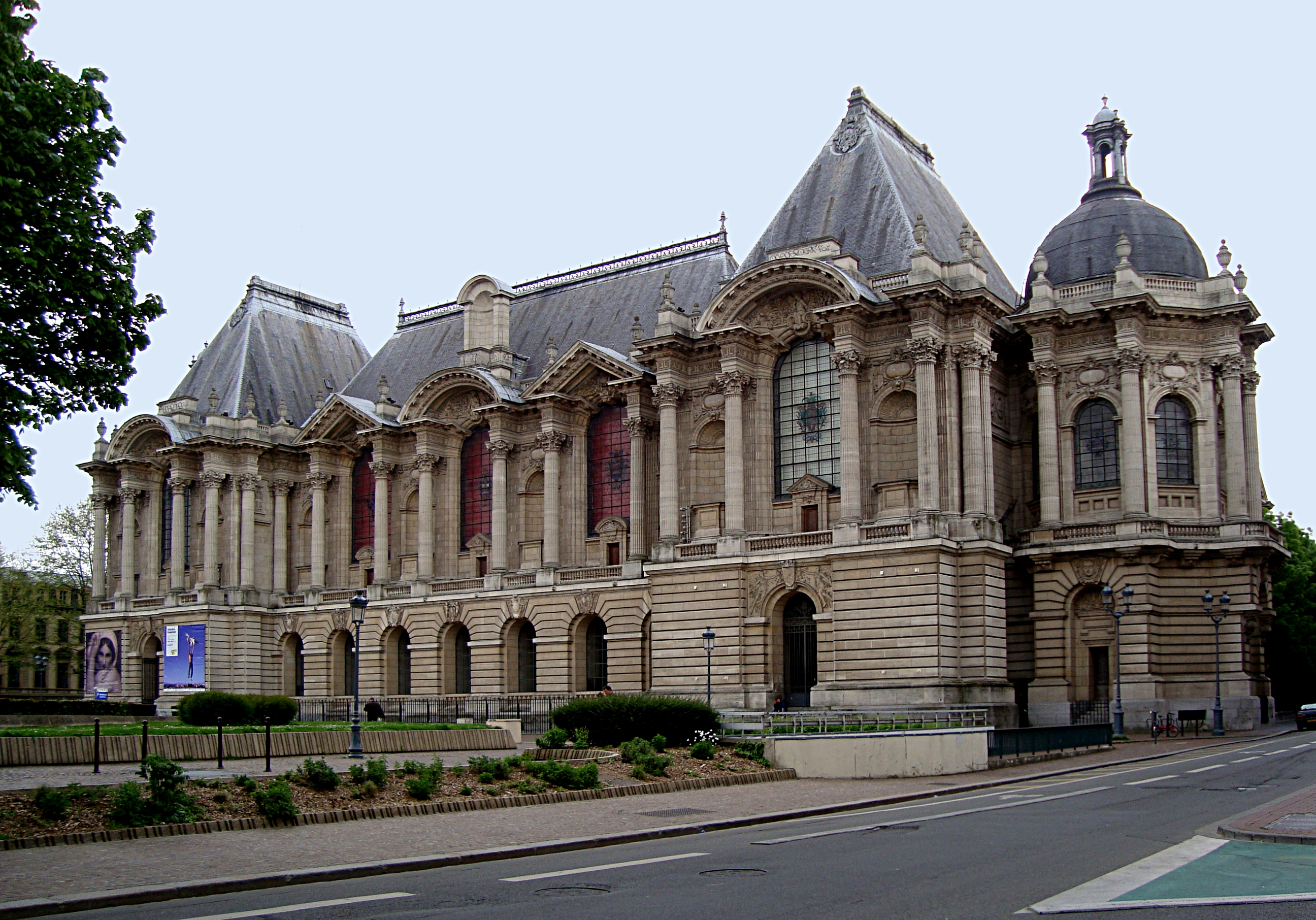
Палац витончених мистецтв (Лілль)
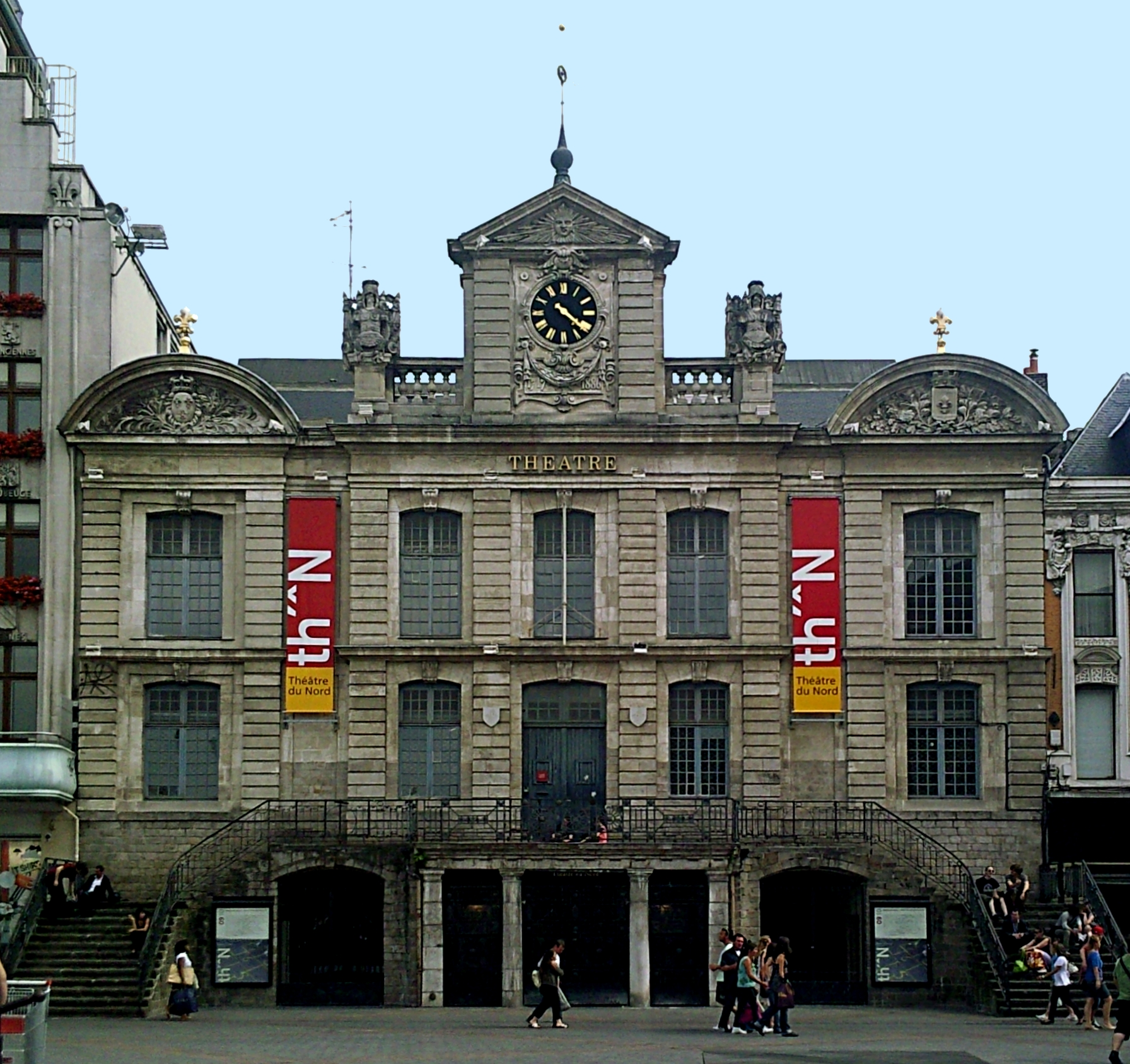
Північний театр, фасад
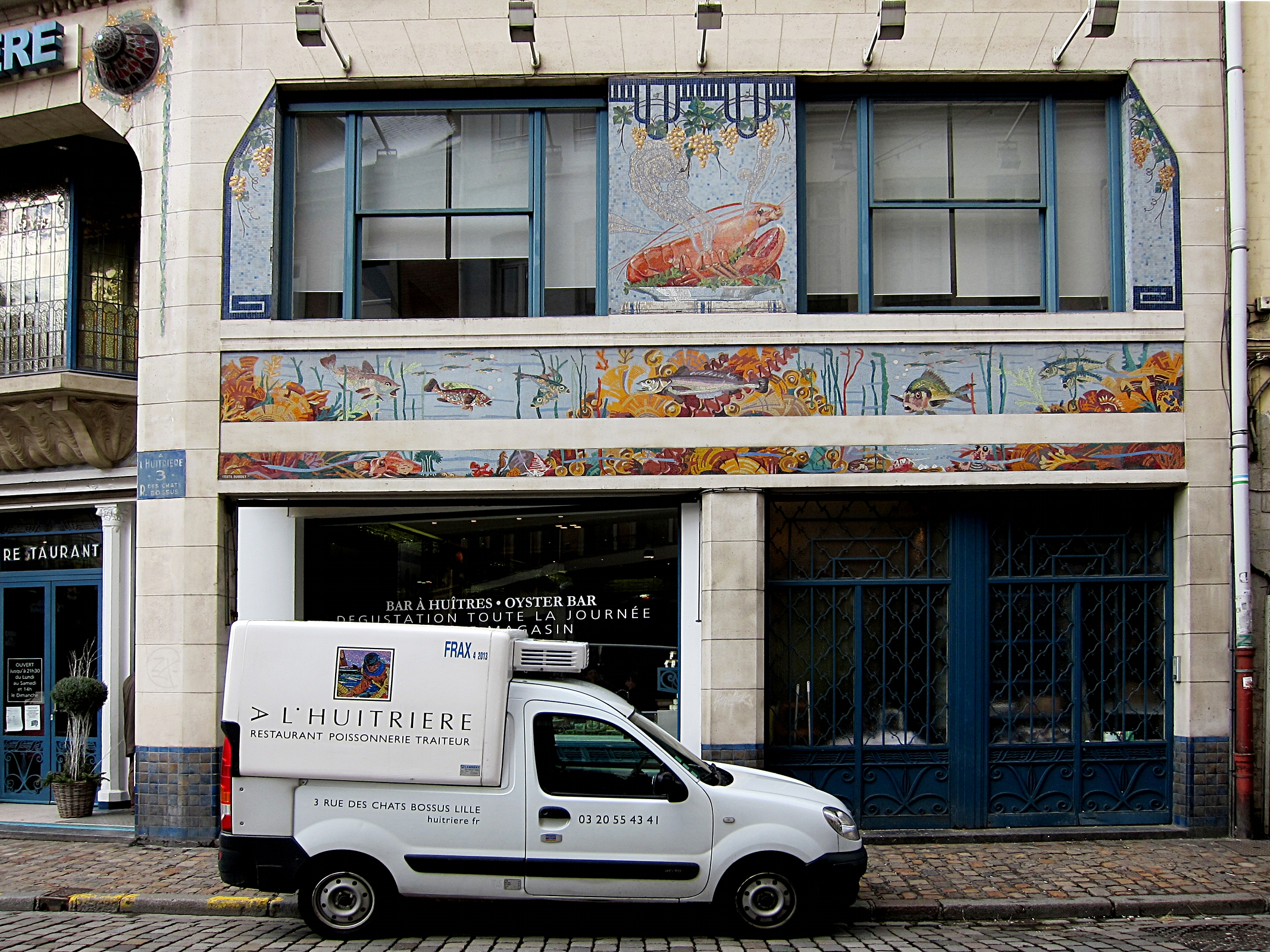
Ресторан L'Huitrière, фасад у стилі сецесія